# Coppa dell'Imperatore 2013 (pallavolo)
La Coppa dell'Imperatore 2013 si è svolta dall'11 al 15 dicembre 2013: al torneo hanno partecipato 24 squadre di club giapponesi e la vittoria finale è andata per la seconda volta ai Toray Arrows.

## Regolamento
La competizione prevede che vi prendano parte 24 squadre, che si affrontano in gara secca per tutto il corso del torneo, dal primo turno alla finale. I club provenienti dalla V.Premier League scendono in campo solo da secondo turno.

## Partecipanti
| - Daido Steel Red Star - Ehime Daigaku - FC Tokyo - Higashi Fukuoka Jikyōkan - JTEKT Stings - JT Thunders - Juntendō Daigaku - Kinki Daigaku | - Kōnan Daigaku - Matsumoto Kokusai - Nippon Taiiku Daigaku - Oita Weisse Adler - Panasonic Panthers - Ryukoku Daigaku - Sakai Blazers - Seijo | - Sendai Daigaku - Senshu Daigaku - Suntory Sunbirds - Tōa Daigaku - Tōkai Sapporo Daigaku - Toray Arrows - Toyoda Trefuerza - Waseda Daigaku |

## Torneo

### Primo turno
| 11 dicembre 2013 Tokyo Metropolitan Gymnasium, Tokyo Durata: ? - Spettatori: ? | Kōnan Daigaku            | 0 - 3 | Daido Steel Red Star  | 21-25, 15-25, 22-25               |
| 11 dicembre 2013 Tokyo Metropolitan Gymnasium, Tokyo Durata: ? - Spettatori: ? | Ehime Daigaku            | 0 - 3 | Seijo                 | 23-25, 20-25, 20-25               |
| 11 dicembre 2013 Tokyo Metropolitan Gymnasium, Tokyo Durata: ? - Spettatori: ? | Sendai Daigaku           | 1 - 3 | Nippon Taiiku Daigaku | 23-25, 25-23, 21-25, 19-25        |
| 11 dicembre 2013 Tokyo Metropolitan Gymnasium, Tokyo Durata: ? - Spettatori: ? | Waseda Daigaku           | 3 - 1 | Matsumoto Kokusai     | 25-14, 25-21, 26-28, 25-10        |
| 11 dicembre 2013 Tokyo Metropolitan Gymnasium, Tokyo Durata: ? - Spettatori: ? | Tōa Daigaku              | 3 - 2 | Ryukoku Daigaku       | 25-23, 21-25, 25-27, 26-24, 15-13 |
| 11 dicembre 2013 Tokyo Metropolitan Gymnasium, Tokyo Durata: ? - Spettatori: ? | Senshu Daigaku           | 0 - 3 | Kinki Daigaku         | 22-25, 23-25, 18-25               |
| 11 dicembre 2013 Tokyo Metropolitan Gymnasium, Tokyo Durata: ? - Spettatori: ? | Higashi Fukuoka Jikyōkan | 3 - 1 | Tōkai Sapporo Daigaku | 13-25, 25-23, 27-25, 25-21        |
| 11 dicembre 2013 Tokyo Metropolitan Gymnasium, Tokyo Durata: ? - Spettatori: ? | Juntendō Daigaku         | 0 - 3 | Oita Weisse Adler     | 22-25, 23-25, 18-25               |

### Secondo turno
| 12 dicembre 2013 Tokyo Metropolitan Gymnasium, Tokyo Durata: ? - Spettatori: ? | Sakai Blazers      | 3 - 0 | Daido Steel Red Star     | 25-15, 25-18, 25-22               |
| 12 dicembre 2013 Tokyo Metropolitan Gymnasium, Tokyo Durata: ? - Spettatori: ? | JTEKT Stings       | 3 - 1 | Seijo                    | 25-20, 27-29, 25-11, 25-20        |
| 12 dicembre 2013 Tokyo Metropolitan Gymnasium, Tokyo Durata: ? - Spettatori: ? | Toyoda Trefuerza   | 3 - 0 | Nippon Taiiku Daigaku    | 26-24, 25-18, 25-18               |
| 12 dicembre 2013 Tokyo Metropolitan Gymnasium, Tokyo Durata: ? - Spettatori: ? | Suntory Sunbirds   | 3 - 0 | Waseda Daigaku           | 26-24, 26-24, 25-18               |
| 12 dicembre 2013 Tokyo Metropolitan Gymnasium, Tokyo Durata: ? - Spettatori: ? | Toray Arrows       | 3 - 1 | Tōa Daigaku              | 25-17, 25-21, 24-26, 25-15        |
| 12 dicembre 2013 Tokyo Metropolitan Gymnasium, Tokyo Durata: ? - Spettatori: ? | JT Thunders        | 2 - 3 | Kinki Daigaku            | 25-17, 18-25, 25-18, 19-25, 10-15 |
| 12 dicembre 2013 Tokyo Metropolitan Gymnasium, Tokyo Durata: ? - Spettatori: ? | FC Tokyo           | 3 - 0 | Higashi Fukuoka Jikyōkan | 25-20, 25-20, 25-14               |
| 12 dicembre 2013 Tokyo Metropolitan Gymnasium, Tokyo Durata: ? - Spettatori: ? | Panasonic Panthers | 3 - 1 | Oita Weisse Adler        | 25-16, 28-30, 25-22, 25-14        |

### Quarti di finale
| 13 dicembre 2013 Tokyo Metropolitan Gymnasium, Tokyo Durata: ? - Spettatori: ? | Sakai Blazers    | 0 - 3 | JTEKT Stings       | 21-25, 15-25, 23-25               |
| 13 dicembre 2013 Tokyo Metropolitan Gymnasium, Tokyo Durata: ? - Spettatori: ? | Toyoda Trefuerza | 2 - 3 | Suntory Sunbirds   | 18-25, 20-25, 25-22, 25-16, 11-15 |
| 13 dicembre 2013 Tokyo Metropolitan Gymnasium, Tokyo Durata: ? - Spettatori: ? | Toray Arrows     | 3 - 1 | Kinki Daigaku      | 25-20, 25-21, 21-25, 25-20        |
| 13 dicembre 2013 Tokyo Metropolitan Gymnasium, Tokyo Durata: ? - Spettatori: ? | FC Tokyo         | 2 - 3 | Panasonic Panthers | 18-25, 25-18, 34-32, 25-27, 11-15 |

### Semifinali
| 14 dicembre 2013 Tokyo Metropolitan Gymnasium, Tokyo Durata: ? - Spettatori: 1 800 | JTEKT Stings | 3 - 1 | Suntory Sunbirds   | 25-22, 18-25, 26-24, 25-19        |
| 14 dicembre 2013 Tokyo Metropolitan Gymnasium, Tokyo Durata: ? - Spettatori: 1 600 | Toray Arrows | 3 - 2 | Panasonic Panthers | 23-25, 35-33, 20-25, 25-19, 17-15 |

### Finale
| 15 dicembre 2013 Tokyo Metropolitan Gymnasium, Tokyo Durata: ? - Spettatori: 1 700 | JTEKT Stings | 2 - 3 | Toray Arrows | 28-26, 23-25, 20-25, 30-28, 10-15 |